# Déli szamojéd nyelvek

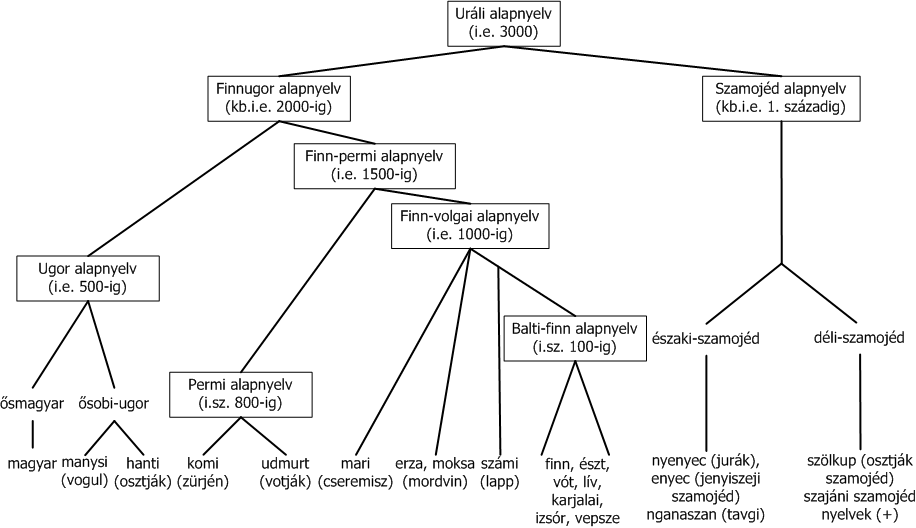
Az uráli nyelvcsalád rokonsági viszonyai (a nyelvek szétválásának feltételezett évszámaival)

A déli szamojéd nyelvek a szamojéd nyelvek egyik ága, melyet Eurázsiában az Urál-hegység mindkét oldalán, azaz Oroszország északi részén beszélnek. Beszélőinek száma az 1989-es számláláskor 1716 volt.
Az egyetlen ma is élő nyelv, amely ebbe a csoportba tartozik, a szölkup, de igen kevesen, mindössze 1-2 ezren beszélik. A déli szamojéd nyelvekhez tartozott még a kamassz és a kojbál, valamint mator nyelv, ezek alkották a szajáni szamojéd nyelvcsoportot.

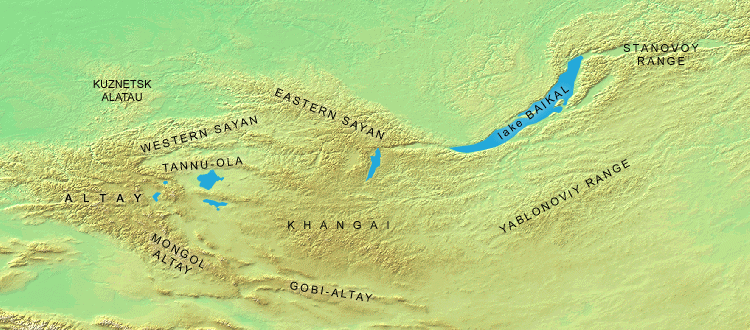
Az Altáj és Szaján hegységek vidéke

A déli szamojédekhez tartozó népek lakhelye az Ob középső folyásának és mellékfolyóinak vidéke – jelenleg itt élnek a szölkupok –, az Észak-Altaj és Szajánoktől északra fekvő terület, valamint a Jenyiszej középső folyásától keletre elterülő vidék.
A szajáni szamojéd csoportba tartozó kamasszok és matorok beolvadtak a környező török nyelvű népekbe vagy az orosz nyelvű lakosságba, így ezek a nyelvek, illetve a teljes szajáni szamojéd csoport mára eltűnt.

## Nyelvek
- szölkup

Szajáni szamojéd nyelvek †:
- kamassz†
- karagasz†
- kojbál†
- mator†
- targi†
- szojot†